# Ijvvárláhko
Ijvvárláhko, enligt tidigare ortografi Ivarlako, är en vidsträckt högslätt som ligger i den södra delen av Sareks nationalpark. Den är i sina södra delar bevuxen med lågväxande videbestånd. Höjden över havet ligger mellan 800 och 900 meter. Ijvvárláhko kan nås från Kvikkjokk via Kungsleden.

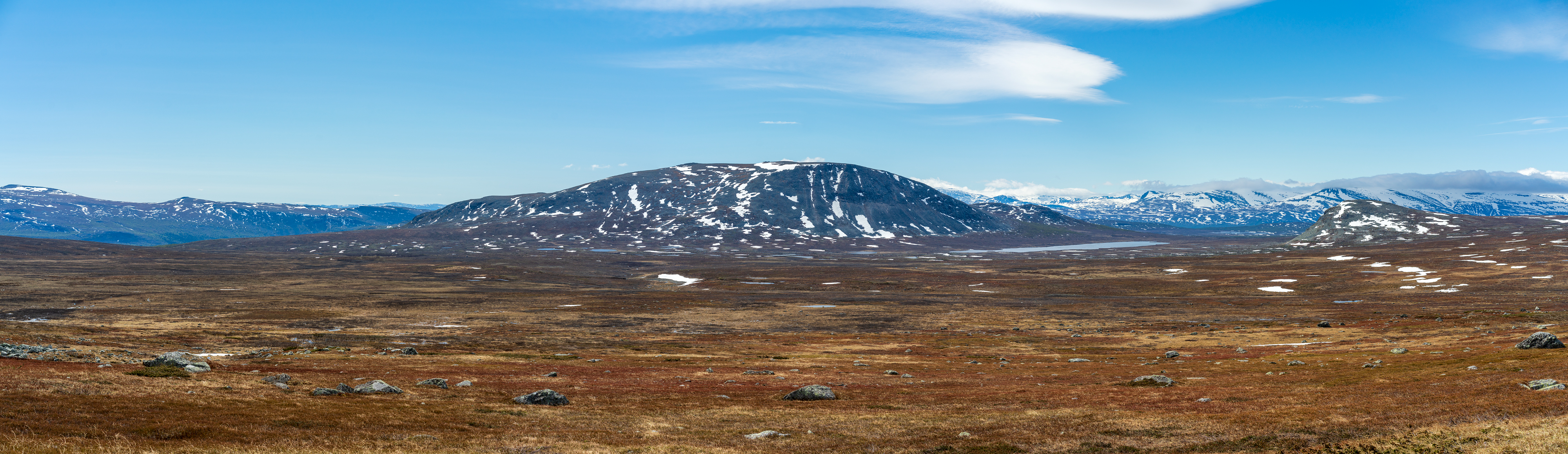
Ijvvárláhko och Gállakvárre i början av juni. Vy mot sydväst.

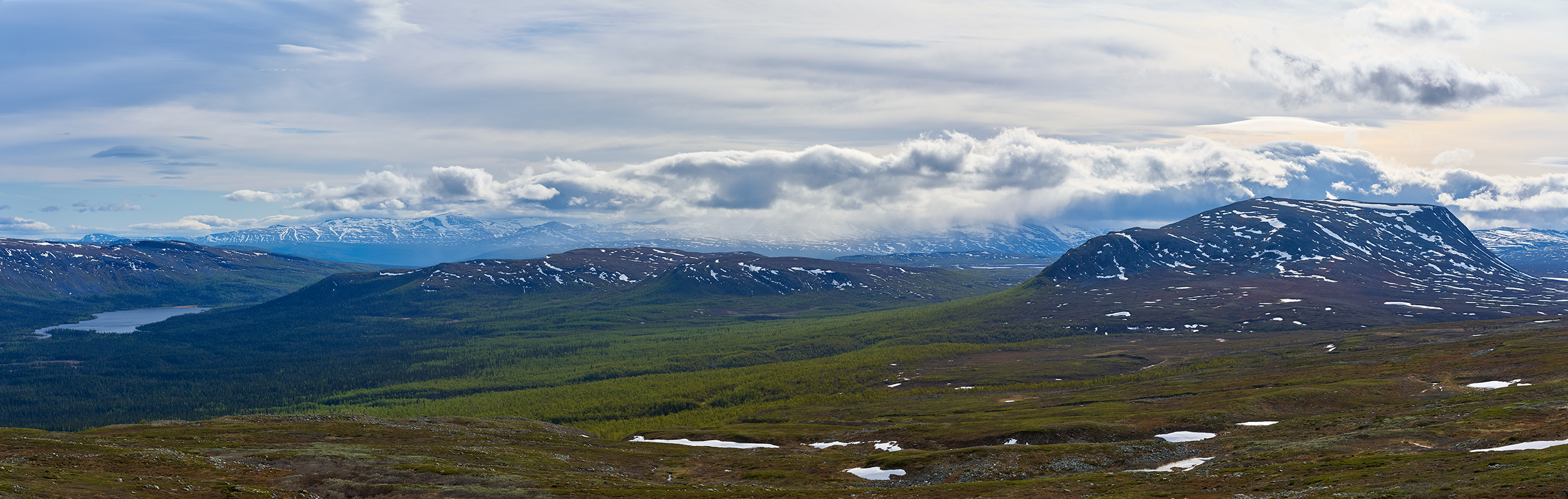
Södra Ijvvárláhko som ligger över trädgränsen. I ett mittre parti finns ett bälte med fjällbjörkskog och längst i söder granskog, där Kungsleden drar fram.